# КПП (гурт)
«КПП»  (початково «КровьПролитПросвет») — англо- та російськомовний український хард-н-хеві рок-гурт з Харкова. Має чотири повноцінні альбоми (1988, 1989, 1993 та 1995 років). Склад гурту:
- Олександр Букрєєв — бас (1988—2004, 2007-)
- Слава «Цепелін» Литвин — гітара (1994—2004, 2007-)
- Андрій Паненко — вокал (2004, 2007-)
- Кирило Скряга — ударні (2008-)

## Історія гурту
Гурт КПП був заснований у Харкові у 1988 уже доволі відомою в українських рок-н-рольних колах людиною — Сергієм «Сером» Щелкановцевим. На початку 80-х він стояв біля витоків «першої хвилі харківського року». Повернувшись з лав Радянської Армії у 1986, кілька років співпрацював із Олександром Чернецьким (нині — гурт «Разные Люди»), після чого був запрошений клавішником у доволі відомий на той час в Україні гурт «Фабрика». Про рівень цієї команди свідчить той факт, що на фестивалях, що проходили у Києві, Харкові та Донецьку, Воплі Відоплясова виступали у «Фабрики» на розігріві. Записавши два успішних альбоми, Сер вирішив зайнятися власним проектом, що б виконував важку музику, і в серпні 1988 з уламків різних харківських гуртів зібрав КПП.
В перший склад увійшли:
- Сергій «Сер» Щелканцев — вокал
- Михайло Антонов — гітара
- Олександр Букрєєв — бас
- Віталій Болховитин — ударні
- Олександр Єленевич — гітара

Після 3 місяців репетицій на студії харківської консерваторії за допомогою допотопного дводоріжкового обладнання був записаний англомовний альбом Never Old For Heavy Metal (англ. Ніколи не застарий для хеві-металу), а трохи пізніше — його російськомовний варіант Механизм дал сбой. На цих записах — класична хеві-метал музика на кшталт Iron Maiden, Dio, Judas Priest, приправлена їдучими політичними текстами. 1989 року КПП тріумфально виступили на грандіозному рок-фестивалі «Рок против сталинизма» на одній сцені із зірками російського року: ЧайФ, Гражданская Оборона, Калинов Мост, Веселые Картинки, Воплі Відоплясова та ін., а також на знаменитому «Рок-н-ролі Тавричному» в місті Нова Каховка (що пізніше перетворився на одіозні Таврійські ігри. Але, незважаючи на активну гастрольну діяльність — команда об'їздила усю державу, від Криму до Казані і Сиктивкару — справжній успіх прийшов лише два роки згодом, після оновлення складу (Антонова і Болховитина замінили гітарист Вова Гальперін і барабанник Жека Тарновський) та спільних концертів із Коррозия Металла в Харкові і Кривому Розі.
Вражений репертуаром, яскравим іміджем та драйвом живих виступів харків'ян, Паук запросив КПП до Корпорації важкого року «КТР» та допоміг укласти контракт із SNC-Records на видання альбому Беспредел, що був записаний на московській студії Black bird, відомій записами ЭСТ, Круиз та Мастер, та вийшов на початку 1993го. Незадовго до цього гурт записав на студії SNC під керівництвом відомого рекорд-майстра Євгенія Трушина пісню Deaf for Your Prayers (англ. Глухий до ваших благань). Вона увійшла в збірку Metal from Russia (англ. Метал з Росії), видану Moroz-Records і представлену на ярмарці MIDEM у Каннах. Паралельно КПП активно виступали на фестивалях КТР, а в 1991—1992 навіть організували дуже успішний тур «Залізний Марш Україною» за участю хедлайнерів Коррозия Металла та Ария, а також московських гуртів Кронер та Железный Поток і низки українських команд. Концерти туру пройшли в Одесі, Дніпропетровську, Кривому Розі, Жовтих Водах, а апогеєм турне стали повністю розпродане шоу на харківському стадіоні «Металіст» перед 15 тис. фанатів і виступ у Києві, де 3 тис. прихильників нанесли доволі відчутних пошкоджень концертній залі «Україна». У вільний від гастролей час Сер усіма силами продовжував пропагувати рок-н-рольний угар та нелегкі напрями музики в надпопулярній телепередачі «Под Веселым Роджером», котрою з 1991 по 1997 рік захоплювалися метал-фанати України та низки російських міст, географічно близьких до кордону з Україною.
1994 року відбулася чергова кадрова заміна: Єленевича та Тарнавського замінили Славік «Цепелін» Литвин та екс-драммер обох Преснякових Саша Галкін (відігравши кілька шоу, він поступився місцем Дімі Шапранову). Гурт кілька разів виступив у Москві (в тому числі на презентації збірки КТР Russian Metal Ballads (англ. Російські метал-балади) та на черговому «Залізному марші») і підписав контракт на 5 альбомів із студією «Союз». Перший з них — Кулак тебе в челюсть, топор тебе в череп — записаний того ж року на Aria-Records. Продюсерами його стали Віталій Дубінін та Володимир Холстинін. Вийшовши в середині літа 1995, альбом потрапив у багато «важких» хіт-парадів та в ротацію не задушених ще тоді попсою рок-радіостанцій, а знятий під час виступу в ЦПКіВ ім. Горького кліп на пісню Встретимся в Аду транслювався кабельними каналами Росії та України. 1996 КПП провели разом із Коррозия Металла турне півднем України та Кримом, виступивши в Ялті, Алушті (за участю Железный Поток), Сімферополі та Запоріжжі. Восени того ж року КПП очолили фестиваль, присвячений 5-річчю телепередачі «Под Веселым Роджером». 1997 рік пройшов у локальних клубних виступах в містах півдня-сходу України та підготовці збірки найкращих пісень. Вона побачила білий світ у жовтні і стала великим розчаруванням: через фактично повну відсутність мастерингу та не надто якісне тиражування збірка Never Old For Heavy Metal — 9 Years Of Motherfuckers Songs (англ. Ніколи не застарий для хеві-металу - 9 років пісень негідників) має більше історичну, ніж музичну цінність. Тим не менш, касета чудово розкупалася як в Росії, так і в Харкові — навіть не всі учасники гурту є її щасливими володарями.
Усе це не могло не стати приводом для свята, котре відбулося у харківському клубі «Форт» при масовому збізі ЗМІ міста і десятка гістьових журналістів, а також трьох сотень фанатів. В цьому ж закладі гурт відсвяткував кілька місяців потому своє десятиріччя. Це шоу, в якому взяли участь молоді харківські гурти, що забажали віддати честь «мастодонтам хохляцького звірського рок-н-ролу», було одноголосно визнано одним з металічних подій року (нарівні із гастролями Ария, Парк Горького, а також суворим антиріздвяним блек-метал фестивалем із хедлайнерами Nokturnal Mortum.
Райдужні перспективи переходу на новий рівень популярності повністю зруйнував серпневий дефолт 1998-го. «Союз» втратив більшість своїх підлейблів і відмовився від контракту з гуртом. Виступи в Росії стали фінансово збитковими, внутрішня економічна ситуація в Україні була не найкраща… КПП втратили підтримку багатьох спонсорів, через що були скасовані кілька фестивалів, запланованих на осінь, закрились ряд теле- та радіопроектів Сера, і найгірше — зірваний запис альбому Voodoo Muppet Show (англ. Лялькове шоу вуду). Кліп на дуже популярну тоді пісню Тарантино через шалену економію вийшов геть не таким, як був задуманий… Команда була змушена взяти тайм-аут і майже на 2 роки відійшла від активної діяльності. Але в кінці 2000 КПП, правда, уже вчотирьох — Вова пішов — зібрались на реп-базі і взялися за підготовку нового альбому, випуском якого зацікавились одразу дві київські рекорд-компанії. В новий реліз планували ввести частину матеріалу, запланованого Сером для альбому 1998 року, а також п'ять нових композицій, в створенні котрих взяв активну участь гітарист Цепелін, що несподівано відкрив у себе композиторські здібності. Всі були задоволені новими опусами і закономірно вважали, що нові ідеї та виконавницькі фішки зроблять цей реліз приємним подарунком для фанатів. 2002 року, в самий розпал запису, Шапранов йде з КПП. Його замінив молодий, але дуже талановитий драмер Сергій «Гейтс» Балалаєв. Тим часом з компанією Арія-Рекордс були проведені переговори про перевидання каталогу КПП на CD, а також нового альбому з робочою назвою 4. Як і було домовлено, в черговий раз вийшли Беспредел і Кулак тебе в челюсть…. Все йшло своїм ходом, але життя пішло іншим шляхом. В серпні 2003 помер Сер. Звісно, то був шок. Звісно, все розвалилося. Зрозуміло, що таку самобутню фігуру, як Сер, нікому замінити. Як би воно не було, останнє шоу, тобто, його похорон, вийшло на славу! Одна громадська панахида чого варта була. Варто уявити собі хол Культурного Центру Київського району міста Харкова, задрапований чорним та червоним. Величезна кількість вінків, квітів та нескінченний потік людей. Прощатися приходили фанати, музики, журналісти, міська адміністрація. Його справді багато хто знав та любив. Приїздили також з інших міст: гурт Ток приїхав з Дніпропетровська у повному складі. Все це дійство супроводжувалось підбіркою супер-медляків: Unforgiven, The Show Must Go On, The World Without Hero та ін.. По закінченні прощання труну Сера провели під гучні оплески. Хтось зауважив: «Сер під кінець зірвав аншлаг!» Гурт був на грані, та вижив. Пам'ять та ті, хто був поряд, не дали опустити руки. 13 березня 2004, в День народження Сера, відіграли триб'ют-концерт. Вокалістами були: вокаліст хардкорної команди Mirandola — Рома Антонов, вокаліст Green Miles Юра Джові та інші. Запис цього концерту здійснила компанія М-Арт. Видали заловий альбом День Рождения СЭРа. With Litle Help Of His Friends.
Із вокалістом Ромою Антоновим і зализуючи рани, КПП пішов далі. Попереду була робота над новим, пост-Серівським матеріалом. Також хотілося донести до слухачів і ті пісні, які Сер не встиг закінчити. Але з самого початку щось не виходило. З'явилися непримиренні розходження у виборі репертуару. Спільна робота не приносила бажаних результатів. Вочевидь, депресняк, що з'явився після подій останнього року, про себе нагадував… Букрєєв вимагав довести початий матеріал до логічного завершення, підвівши його під сучасне звучання. У Цепеліна також був власний матеріал, але давався він нелегко. Молодих музик тягло в альтернативу і хардкор. Йти у них на поводу і загравати із модними напрямками Букрєєв та Цепелін не бажали. На їх думку, це був би уже не КПП. А тут ще містом поповзли чутки містичного змісту. Сер нібито не просто так помер. Його забрали Вищі Сили. Помста за блюзнірство, а саме — за пісню Иисус Здесь Больше Не Живёт. Так воно чи ні, сперечатися не будемо. Думаю, його власне роздовбайське ставлення до свого здоров'я мало вирішальне значення. Ну так, Бог з ним… чи Хто там іще! Отож, дамо їм спокій, віддавши Їм своє. Так от, Рома не на жарт проникся цими чутками. І одного разу заявив, що боїться співати цю пісню, а разом з нею Кулак…, Voodoo, а особливо — Иисус Гитлер. І, мабуть, найкраще було б піти з гурту взагалі. Олександр Букрєєв учергове розпускає КПП і поринає в бізнес. Цепелін тим часом займається виготовленням гітар, причому успішно. Тепер багато музик Харкова мають гітари з лейбою ZEPP. Окрім цього, до нього ходить молодняк — вчиться у старого зубра гри на інструменті. По деякому часі всім стає нудно і Цепелін, прихопивши свого талановитого та доволі амбіційного учня Сашка Лушпу, пропонує Олександрові від нічого робити створити локальний кавер-гурт, не зв'язуючи його із старими заслугами, і пограти кавери на Kiss, Dio, Ozzy Osbourne, Pantera, Zakk Wylde, Mötley Crüe, Damageplan, Slipknot та подібне, без будь-якої згадки про КПП. Місце за барабанами зайняв Михайло Шишкін (Bazuka). А от вокалістів було аж два — для Pantera і Slipknot — знов узяли Рому Антонова (тепер уже вокаліста Redrum), чому він був неймовірно радий, забувши свій благоговійний страх перед «Небесами». Для решти репертуару узяли Андрія Паненка (В. И. А.), що уже засвітився на триб'ют альбомі Серу. Вокальний талант цієї особистості заслуговує окремої статті.
Перший же виступ, що відбувся у Music People Club, показав, що так діло не піде. Піпл у залі, звісно, рубався як угорілий. Всім було за кайф бачити знайомі морди. Але фанати не переставали волати «КПП», впадаючи у лють від неабиякого подиву, чому не звучать улюблені Кулак тебе в челюсть…, Voodoo Muppet Show, Рой Яму та інші. Як то кажуть, від слави не втічеш. До чергового виступу, забитого на наступний місяць, провели спіритичний сеанс. Викопали з Чистилища старі пісні, і Олександр Букрєєв із Цепеліном оголошують відродження проекту. Від Роми остаточно відмовились, Андрій чудово справляється із усіма вокальними партіями, включаючи пана Ансельмо і самого Сера. Иисус… вирішили не грати, хоча Лушпа волав немов одержимий, що хоче цю пісню зробити і нічого крамольного в її тексті нема. Але — утримались… Поки що. В репертуарі і так повно чудових хітів. В такому складі КПП відіграли кілька концертів, чим немало порадували старих фанатів і рекрутували нових. На кінець 2007 Лушпа вирішає втекти до Туманного Альбіону. Його місце займає не менш талановитий та амбіційніший гітарист Максим "Max!e" Невмержицький. Букрєєв стверджує, що з ним гурт повернувся до свого класичного звуку. КПП знову в строю, хоч концертів дають менше, ніж у старі часи. Але це той випадок, коли кількість явно переростає в якість. Народ на них відривається по повній. Букрєєв із Цепеліном смалять не по-дитячому. Не кожний молодий металюга поводиться на сцені так, як ці двоє. Паненко, як колись Шапранов, позбавившись зайвої скромності, ковбаситься і реве, ніби молодий Бог. Під Цепелинівський рев і скрегіт, під маніякальні Максимові запили, гуркіт та гукання Букрєєвського басу звиваються потні тіла Фурій-танцівниць. Ці німфи нічного життя, незамінні супутниці КПП, трясуть цицьками, сідають одна одній та розпаленим фанатам на обличчя, б'ють одна одну батогами. А світ навколо забивається у землю по пояс паровим молотом барабанів, керованих молодим жерцем ударних Михайлом. Очевидці підтвердять усе це на всі 100.
В такому складі восени 2008 КПП записують на студії The VIP's два сингли. Це Сало и текила та Лейся, песня! Лейся, песня! уже була записана у 1996, але, на думку музик, невдало. В новому варіанті явно краще. Тим більше, було цікаво, як ці пісні прозвучать у студійному варіанті з новими музиками. Потім гурт залишив Невмержицький. Без нього КПП сідають на студію і записують три пісні — Мертвее Всех Мёртвых, Пять Тузов і Подставь Лоха!. Після цього Михайла Шишкіна замінює Кирило Скряга. В такому складі гурт і веде далі концертну та студійну діяльність.

### Колишні учасники
- Сергій «Сер» Щелкановцев — вокал (1988—2003, помер у 2003)
- Олександр Єленевич — гітара (1988—1994)
- Михайло Антонов — гітара (1988—1991)
- Віталій Болховитін — ударні (1988—1991)
- Володимир Гальперін — гітара (1991—2000)
- Євген Терновський — ударні (1991—1994)
- Олександр Галкін — ударні (1994)
- Дмитро Шапранов — ударні (1994—2002)
- Сергій «Гейтс» Балалаєв — ударні (2002—2004)
- Роман Антонов — вокал (2004, 2007, помер у 2017)
- Олександр Лушпа — гітара (2007)
- Михайло Шишкін — ударні (2007—2009)
- Максим "Max!e" Невмержицький — гітара (2007—2008)

## Дискографія
| Назва                                                                   | Переклад                                                       | Тип                | Видавець          | Рік  |
| ----------------------------------------------------------------------- | -------------------------------------------------------------- | ------------------ | ----------------- | ---- |
| Механизм дал сбой                                                       | Механізм дав збій                                              | Повноцінний альбом | Самвидав          | 1988 |
| Never Old for Heavy Metal/Англомовна версія альбому «Механизм дал сбой» | Ніколи не застарий для хеві-металу                             | Повноцінний альбом | Самвидав          | 1989 |
| Беспредел                                                               | Беззаконня                                                     | Повноцінний альбом | SNC Records       | 1993 |
| Кулак Тебе в Челюсть, Топор Тебе в Череп!                               | Кулак тобі в щелепу, сокиру тобі в скроню!                     | Повноцінний альбом | Союз/КТР          | 1995 |
| Never Old For Heavy Metal — 9 Years Of Motherfuckers Songs              | Ніколи не застарий для хеві-металу — 9 років пісень негідників | Збірка             | MetalAgen Records | 1997 |
| День Рождения СЭРа. With Litle Help Of His Friends.                     | День народження Сера. За невеликої допомоги його друзів        | Концертний альбом  | Lavina Records    | 2004 |

## Пісні які увійшли до збірок
| Назва                                     | Переклад                                   | Назва збірки             | Видавець      | Рік  |
| ----------------------------------------- | ------------------------------------------ | ------------------------ | ------------- | ---- |
| Deaf For Your Prayers                     | Глухі до ваших молитов                     | Metal From Russia        | Moroz Records | 1993 |
| Deaf For Your Prayers/VIDEO/              | Глухі до ваших молитов                     | Metal From Russia/VIDEO/ | Moroz Records | 1993 |
| Fast Riding Cowboy                        | Швидкий Ковбой                             | Russian Metal Ballads-1  | Moroz Records | 1997 |
| Иж Планета и Ватра Мен                    | Іж Планета та Ватра Мен                    | Железный Марш № 3        | Союз/КТР      | 1995 |
| Кулак Тебе в Челюсть, Топор Тебе в Череп! | Кулак тобі в щелепу, сокиру тобі в скроню! | Железный Марш № 6        | Союз/КТР      | 1999 |
| Иж Планета и Ватра Мен                    | Іж Планета та Ватра Мен                    | Железный Марш № 7        | Союз/КТР      | 2000 |